# Die Ehe im Kreise
Die Ehe im Kreise ist eine US-amerikanische Verwechslungskomödie von Ernst Lubitsch aus dem Jahr 1924. Der Stummfilm entstand nach dem Theaterstück Nur ein Traum von Lothar Schmidt; der Filmtitel ist einer Operette „sehr frei nach Molière“ von Herman Haller und Rideamus (1921) entlehnt. Im Jahr 1932 drehte Lubitsch mit Eine Stunde mit Dir eine Tonfilm-Neuverfilmung.

## Handlung
Wien: Mizzi und Joseph Stock sind ein Ehepaar, haben sich jedoch schon lange nichts mehr zu sagen. Den Morgen verbringen sie damit, sich kleine Gemeinheiten anzutun und Mizzi droht einmal mehr, Joseph zu verlassen – was sie zurücknimmt, da sie weiß, dass sie ihm damit eine Freude machen würde. Sie erfährt, dass ihre gute Freundin Charlotte neu in die Stadt gezogen ist, die sie einlädt, sie zu besuchen und dabei auch ihren Ehemann kennenzulernen. Mizzi beschließt, nach dem morgendlichen Streit mit ihrem Mann per Taxi zu ihr zu fahren. Das Taxi ist reserviert, der Fahrer lässt sich von Mizzi bestechen und die hat dann Mitleid, als der eigentliche Fahrgast nun ihretwegen in Zeitnot gerät: Beide teilen sich schließlich das Taxi und Joseph sieht es von seinem Zimmer aus. Er lässt seine Frau von nun an von einem Detektiv beschatten, um seine Frau wegen Untreue möglichst schnell zur Scheidung bewegen zu können.
Im Taxi rückt derweil Mizzi immer wieder so nah an den Fahrgast heran und flirtet so hemmungslos mit ihm, dass er vorzeitig das Taxi verlässt und seine Blumen im Wagen vergisst. Mizzi trifft bei Charlotte ein und die Wiedersehensfreude ist groß, zumal Mizzi ihr die im Wagen vergessenen Blumen schenkt. Auch Charlottes Ehemann, der Nervenarzt Dr. Franz Braun, trifft ein – es ist der Mann aus dem Taxi.
Am nächsten Morgen holt Franz’ Kollege Dr. Gustav Mueller ihn von zu Hause ab, da beide denselben Arbeitsweg haben. Gustav ist in Charlotte verliebt und deutet eine Rose, die Charlotte versehentlich fallen lässt, als Zeichen ihrer Gunst. Charlotte wiederum wollte nur einen Strauß für ihren Mann pflücken, der die Rosen wiederum unbemerkt verliert. Nachdem Gustav und Franz abgefahren sind, bemerkt Charlotte die Blumen auf dem Boden und beschließt, ihren Mann in seiner Arztpraxis zur Rede zu stellen. Dort wiederum ist die liebestolle Mizzi eingetroffen und will Franz verführen, der sich wehrt. Gustav wiederum glaubt, Franz in einer kompromittierenden Situation mit seiner Ehefrau erwischt zu haben und ist verwundert, als die kurze Zeit später die Praxis betritt. Es kommt zum Streit zwischen Charlotte und ihrem Mann, der jedoch am nächsten Tag beigelegt ist.

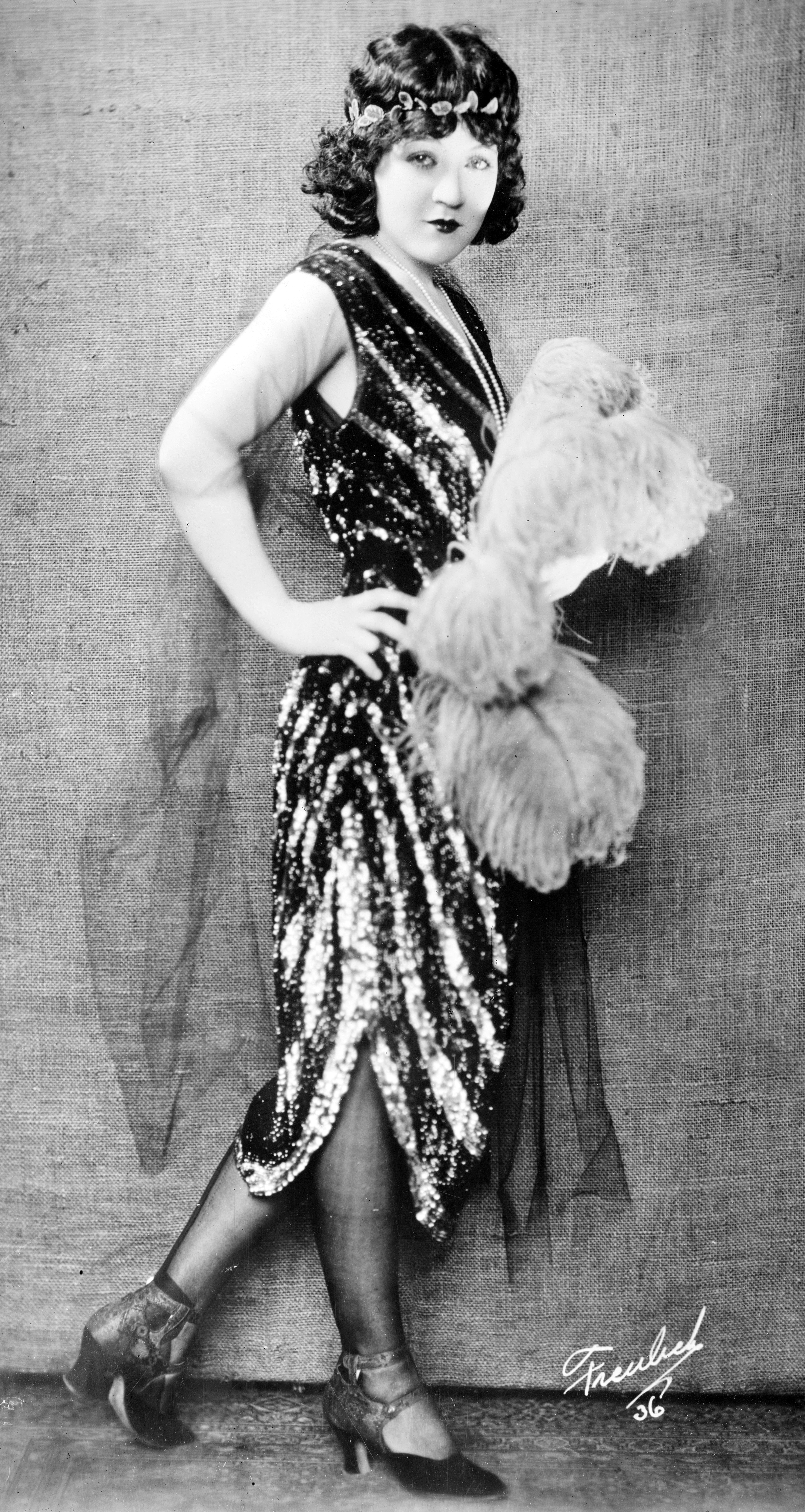
Spielt die weibliche Hauptrolle der Mizzi: Marie Prevost

Charlotte gibt eine Party und will Mizzi neben Franz platzieren. Der vertauscht die Karten, sodass er neben Fräulein Hofer sitzen würde, was wiederum Charlotte denken lässt, er würde sich für Fräulein Hofer interessieren. Sie setzt nun alles daran, jeden Kontakt zwischen Fräulein Hofer und Franz zu verhindern und ihn stattdessen mit ihrer besten Freundin Mizzi tanzen zu lassen. Später kommt es zu einem von Franz ungewollten, geheimen Treffen mit Mizzi, was wiederum damit endet, dass Charlotte eine Affäre zwischen ihrem Mann und Miss Hofer vermutet. Als Mizzi Gustav eine Karte zusteckt und ihm bedeutet, sie warte im Wagen auf ihn, und Charlotte wiederum abweisend auf Franz’ Versöhnungsversuche reagiert, geht er zu Mizzi. Er folgt ihr sogar in die Wohnung, weil er sich ein Taxi für die Rückfahrt rufen muss und weist Mizzis Annäherungsversuche schroff zurück. Beim Verlassen ihrer Wohnung vergisst er seinen Hut. Charlotte wiederum hat inzwischen Besuch von Gustav erhalten, der sie küssen kann, weil sie ihn für ihren Mann hält. Sie wirft ihn anschließend aus ihrem Haus.
Der Detektiv hat gesehen, wie Mizzi und Franz zusammen im Haus verschwunden sind. Er gibt die Informationen an Joseph weiter, der Mizzi aus der Wohnung wirft. Er bringt Franz am nächsten Tag seinen Hut vorbei und bedankt sich bei ihm dafür, dass er mit seiner Hilfe seine Frau loswerden konnte. In seiner Praxis erhält Franz wiederum einen Brief Mizzis, in dem sie ihn für ihre Lage – sie wohnt inzwischen in einem Hotel – verantwortlich macht: Er wäre doch nicht mit zu ihrer Wohnung gekommen, bloß um ihr zu sagen, dass er sie nicht liebe. Sie zwingt ihn zu einem Treffen in ihrem Hotel. Im Hotelzimmer jedoch erscheint unerwartet Charlotte, die ihrer Freundin beistehen und wissen will, welcher Mann denn für ihre Lage verantwortlich ist. Als Mizzi kurz das Zimmer verlässt, kommt auch Franz auf das Zimmer und Charlotte erkennt die Zusammenhänge. Sie zerreißt den Brief Mizzis, der Franz entlastet, liest ihn jedoch, nachdem ihr Mann gegangen ist. Da Mizzi sich darin über die abweisende Haltung von Franz beschwert, verzeiht Charlotte ihrem Mann und lässt Mizzi fallen.
Zurück zu Hause will sie sich an Franz rächen, indem sie das kurze Stelldichein mit Gustav „beichtet“, doch will der sie schützen und streitet jegliches Geküsse mit ihr am Vorabend ab. Franz wiederum, der sich amüsiert und denkt, dass Charlotte ihn sowieso nur reinlegen will, bedeutet Gustav so zu tun, als ob beide sich geküsst hätten, woraufhin er alles zugibt und Charlotte zufrieden die Szene verlässt. Franz wiederum amüsiert sich und Gustav bleibt ratlos zurück. Auf seinem Weg nach Hause begegnet Gustav der im Wagen vorbeifahrenden Mizzi, die ihm prompt schöne Augen macht und in ihr Auto einlädt.

## Produktion
Die Ehe im Kreise war nach Rosita der zweite Film, den Ernst Lubitsch in den USA drehte. Der Film entstand von September bis Oktober 1923 in den Warner Brothers West Coast Studios. Der Film hatte am 3. Februar 1924 im Strand Theatre in New York City und in Grauman’s Rialto in Los Angeles Premiere.

## Kritik
Herbert Ihering befand, dass „dieser zweite amerikanische Film von Ernst Lubitsch […] wahrscheinlich der schlackenloseste, der vollkommendste Film, der bis jetzt geschaffen wurde, [sei]. Der vollkommendste, weil der filmischste.“
Das Lexikon des internationalen Films bezeichnete Die Ehe im Kreise als „Ehe-Posse mit überzeugenden Darstellern, die bereits alle Zutaten aufgreift, die später einmal den berühmten ‚Lubitsch-Touch‘ ausmachen.“
Neben Lubitsch selbst, der diesen Film als seinen Lieblingsfilm unter seinen eigenen Werken bezeichnete, wurde The Marriage Circle auch von anderen Filmemachern wie Alfred Hitchcock und Akira Kurosawa geschätzt.